# WorldPride
WorldPride – wydarzenie organizowane przez InterPride, którego celem jest promowanie zagadnień dotyczących środowiska LGBT, tj. lesbijek, gejów, osób biseksualnych i osób transpłciowych, głównie poprzez organizowanie parad, festiwali i innych wydarzeń kulturowych.
Pierwsze wydarzenie WorldPride odbyło się w Rzymie w 2000; drugie zostało przyznane Jerozolimie w 2006. W 2012 WorldPride zorganizowano w Londynie, co zbiegło się w czasie z dziewiętnastą edycją EuroPride.
Decyzja o wyborze miasta, które będzie organizować WorldPride w 2014 zapadła 18 października 2009. Miastami, które kandydowały do roli organizatora, były Toronto i Sztokholm. Organizację po głosowaniu przyznano Toronto. Miasta-gospodarze wybierani są przez InterPride, międzynarodowe stowarzyszenie skupiające regionalnych organizatorów wydarzeń tego typu.

## WorldPride 2000

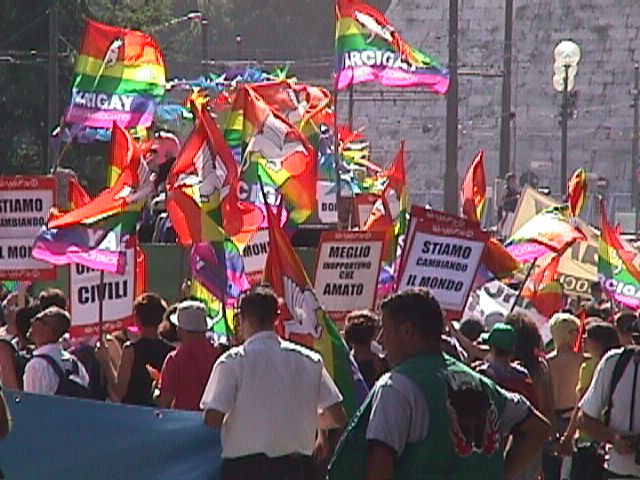
Obchody World Pride w Rzymie

Podczas szesnastej, corocznej konferencji InterPride, która odbyła się w październiku 1997 w Nowym Jorku, jej członkowie zagłosowali za przyznaniem Rzymowi roli organizatora pierwszej WorldPride. Wydarzenie zorganizowała InterPride we współpracy z włoską grupą działającą na rzecz praw osób homoseksualnych Mario Mieli.
Władze Rzymu obiecały dofinansować wydarzenie, jednakże ze względu na silny sprzeciw kościoła katolickiego i konserwatywnych polityków, Francesco Rutelli – ówczesny burmistrz Rzymu, zadecydował o wycofaniu się ze wsparcia logistycznego i finansowego. Kilka godzin po ogłoszeniu wycofania wsparcia dla WorldPride, pod wpływem silnej krytyki ze strony środowisk lewicowych, Rutelli przywrócił dofinansowanie i obiecał pomoc w załatwieniu potrzebnych zezwoleń.
Organizacji wydarzenia stanowczo sprzeciwił się Jan Paweł II ze względu na możliwość naruszenia spokoju pielgrzymów przybywających do Rzymu w związku z obchodami Wielkiego Jubileuszu Roku 2000. W swoim orędziu skierowanym do zgromadzonych na Placu Św. Piotra Papież podkreślił, że Worldpride jest „atakiem na chrześcijańskie wartości miasta, które jest tak drogie Katolikom na całym świecie”.
Według statystyk organizatorów WorldPride 2000 w marszu do Koloseum i Circus Maximus wzięło udział około 250 000. W ramach zaplanowanych wydarzeń znalazły się m.in. konferencje, pokazy mody, parada finałowa, a także koncert, podczas którego wystąpili m.in. Gloria Gaynor, Village People, RuPaul i Geri Halliwell.